# Привітне (Драбівська селищна громада)
 Привітне (до 2016 року — Петро́вського) — село в Україні, в Золотоніському районі Черкаської області, в Драбівській селищній громаді.

## Історія
Село постраждало внаслідок геноциду українського народу, проведеного радянським окупаційним урядом у 1923—1933 та 1946–1947 роках[джерело?].

## Населення
Населення — 310 чоловік (на 2001 рік).

### Мовний склад
Рідна мова населення за даними перепису 2001 року:
| Мова       | Чисельність, осіб | Доля     |
| ---------- | ----------------- | -------- |
| Українська | 299               | 96,45 %  |
| Російська  | 11                | 3,55 %   |
| Разом      | 310               | 100,00 % |

## Світлини

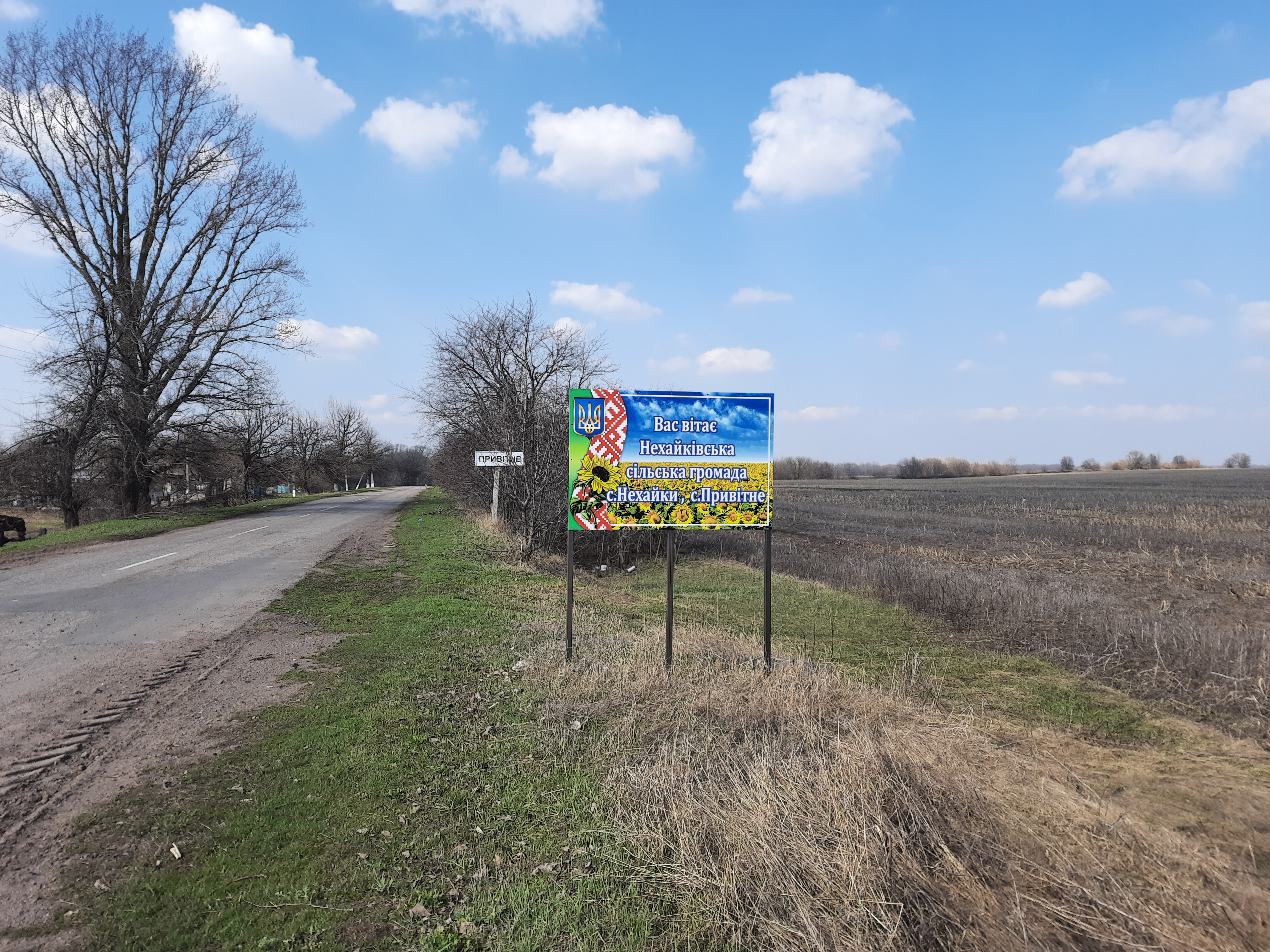
В'їзд у село
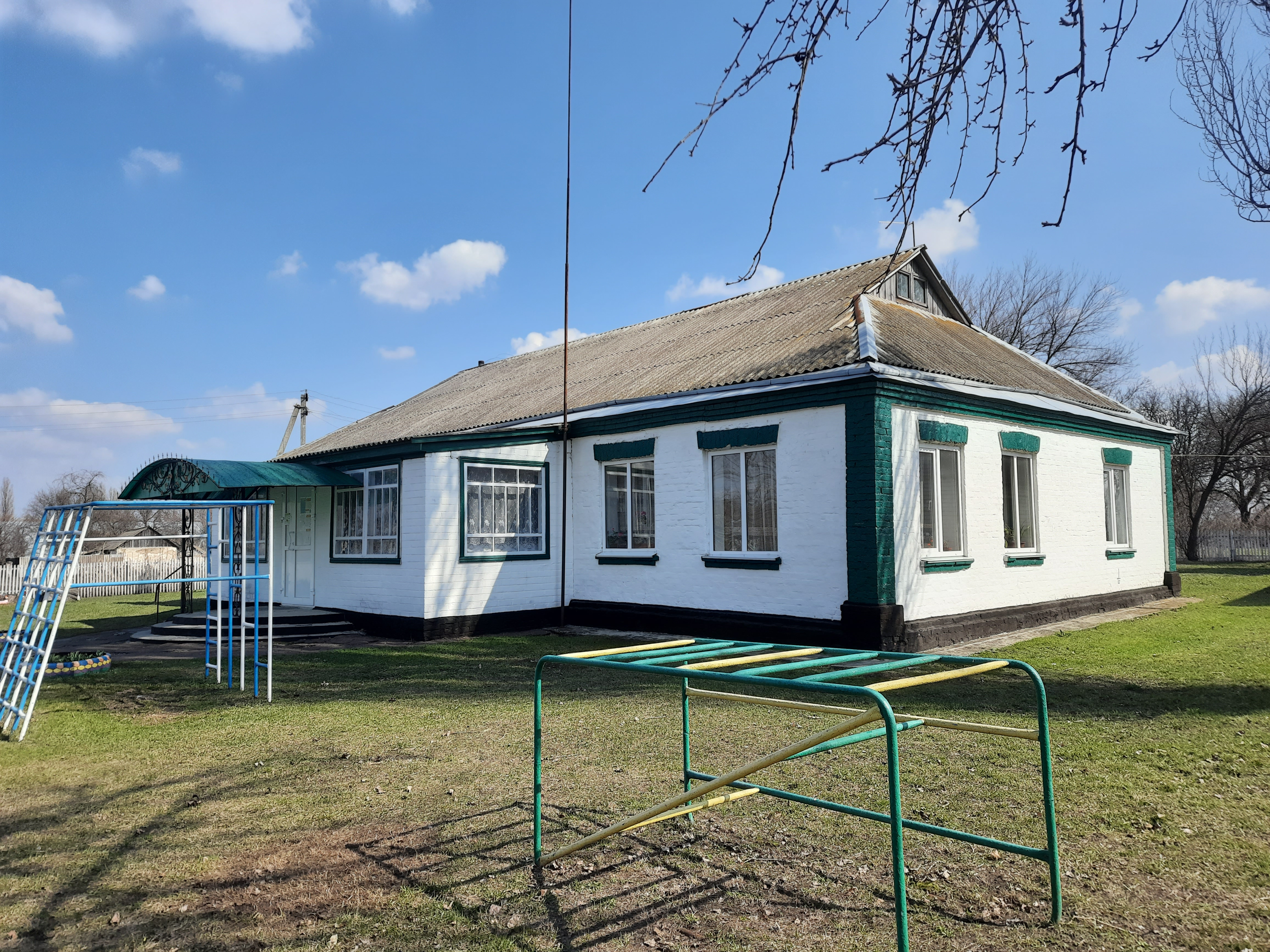
Школа початкових класів